# Пел Сити (Алабама)
Пел Сити (енгл. Pell City) град је у америчкој савезној држави Алабама. По попису становништва из 2010. у њему је живело 12.695 становника.

## Демографија
Према попису становништва из 2010. у граду је живело 12.695 становника, што је 3.130 (32,7%) становника више него 2000. године.
| Група             | 2000.         | 2010.          |
| Белци             | 7.893 (82,5%) | 10.117 (79,7%) |
| Афроамериканци    | 1.471 (15,4%) | 1.975 (15,6%)  |
| Азијати           | 21 (0,2%)     | 96 (0,8%)      |
| Хиспаноамериканци | 120 (1,3%)    | 293 (2,3%)     |
| Укупно            | 9.565         | 12.695         |